# Église Saints-Pierre-et-Paul d'Eguisheim
Pour les articles homonymes, voir Église Saints-Pierre-et-Paul.
L'église Saints-Pierre-et-Paul est un monument historique situé à Eguisheim, dans le département français du Haut-Rhin.

## Localisation
Ce bâtiment est situé place de l'Église à Eguisheim.

## Historique
La première église d’Eguisheim date probablement du XIe siècle. Au XIIe siècle, on construisit une basilique romane avec trois nefs et une tour. Au cours du XVIIIe siècle, cependant, elle était devenue trop petite pour la population qui augmentait rapidement. En outre, elle était très délabrée. En juillet 1787, une partie de l’église s’effondra pendant un service religieux. La reconstruction fut l’œuvre des ingénieurs Messier et Gouget qui décidèrent en 1807 de démolir en grande partie l’ancienne nef et de ne conserver que la tour et quelques parties seulement de l’ancienne église. En 1809, la nouvelle nef du côté nord de la tour était achevée. Le mobilier fut ensuite ajouté tout au long du XIXe siècle.
En 1954, l’église fut dotée de nouveaux vitraux à l’occasion du 900ème anniversaire de la mort de saint Léon IX, pape originaire d’Eguisheim.
L'édifice fait l'objet d'une inscription au titre des monuments historiques depuis 1933.
L'édifice fait l'objet d'un classement au titre des monuments historiques depuis 1934.

## Architecture

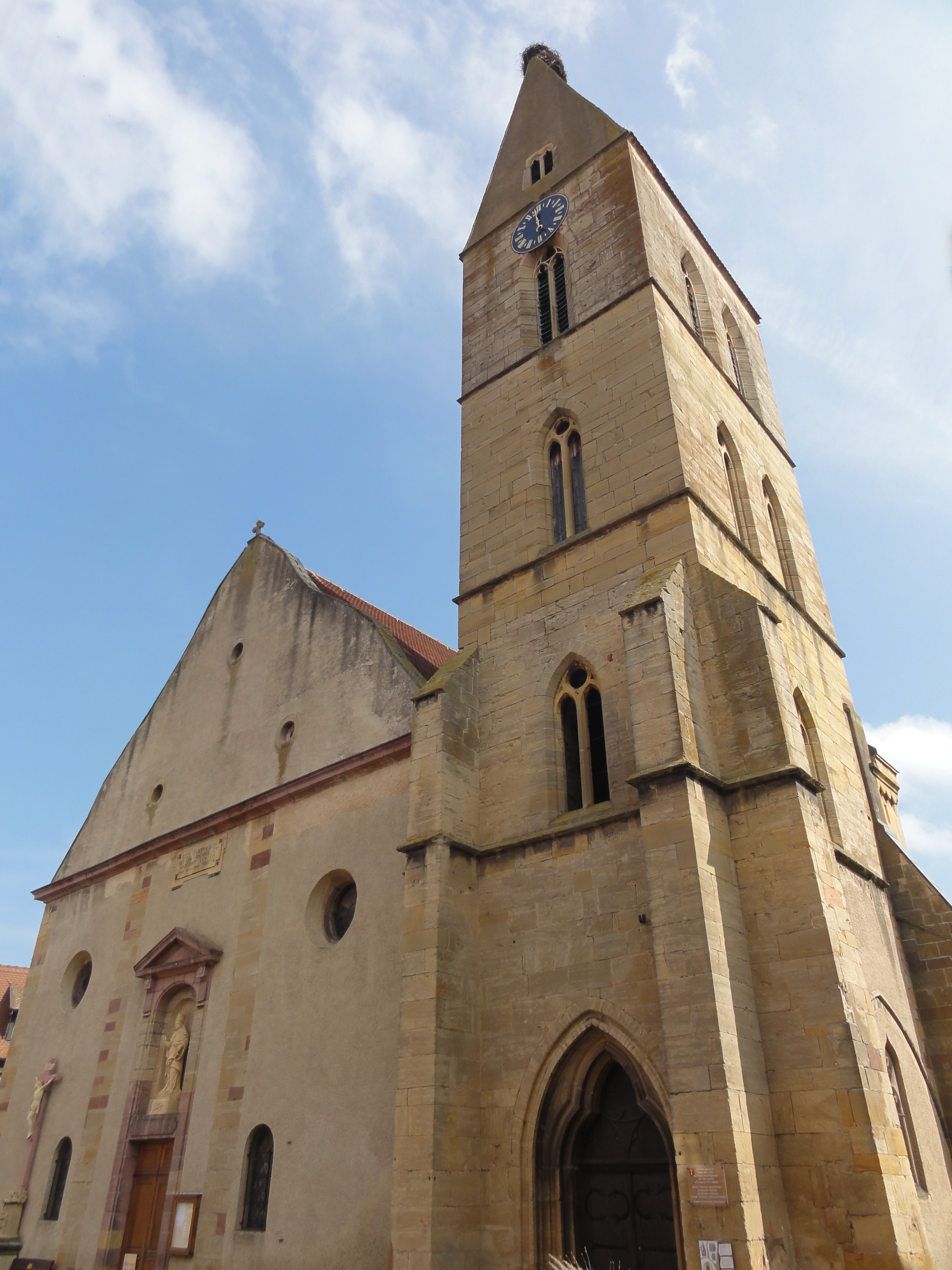
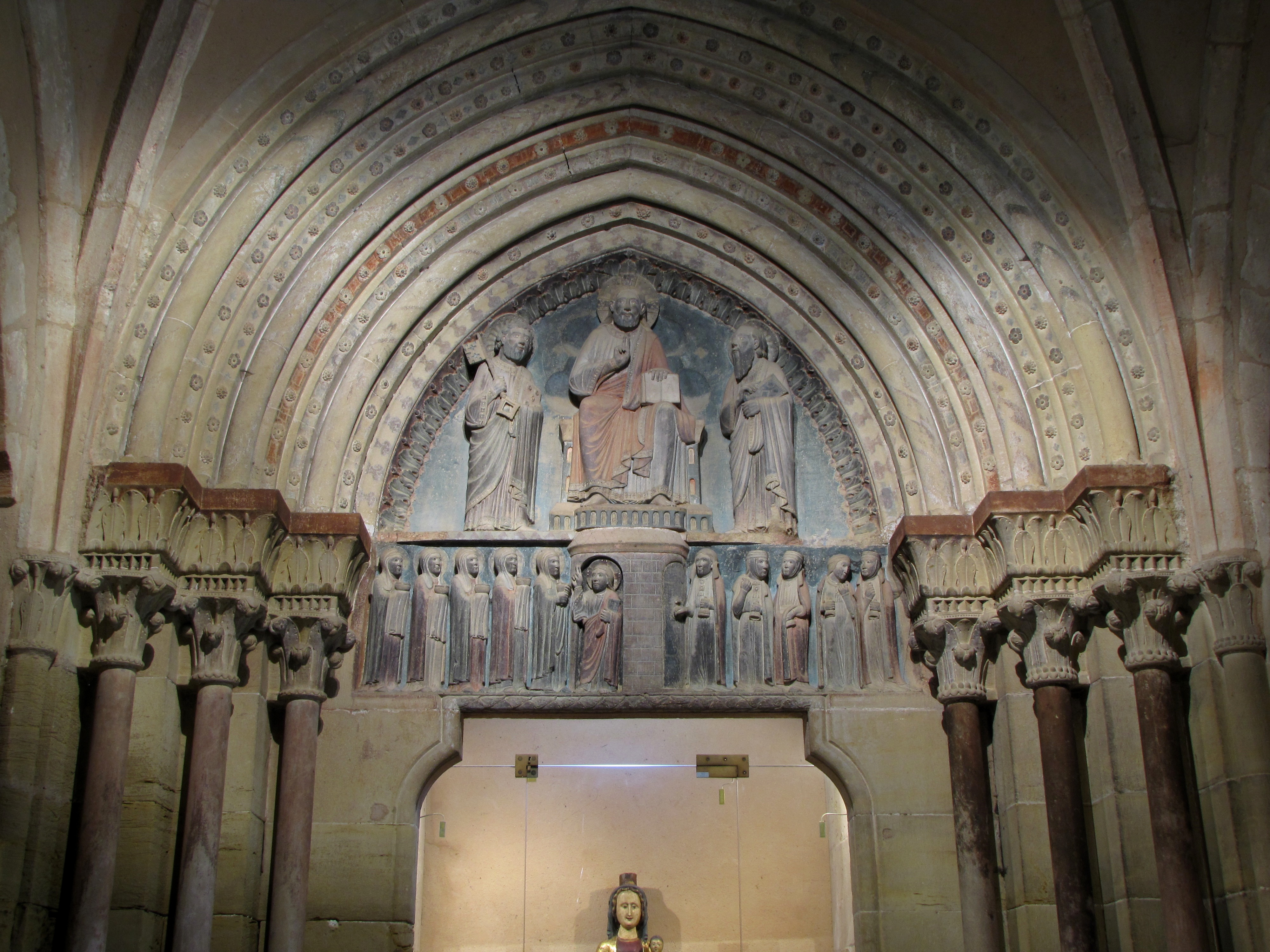
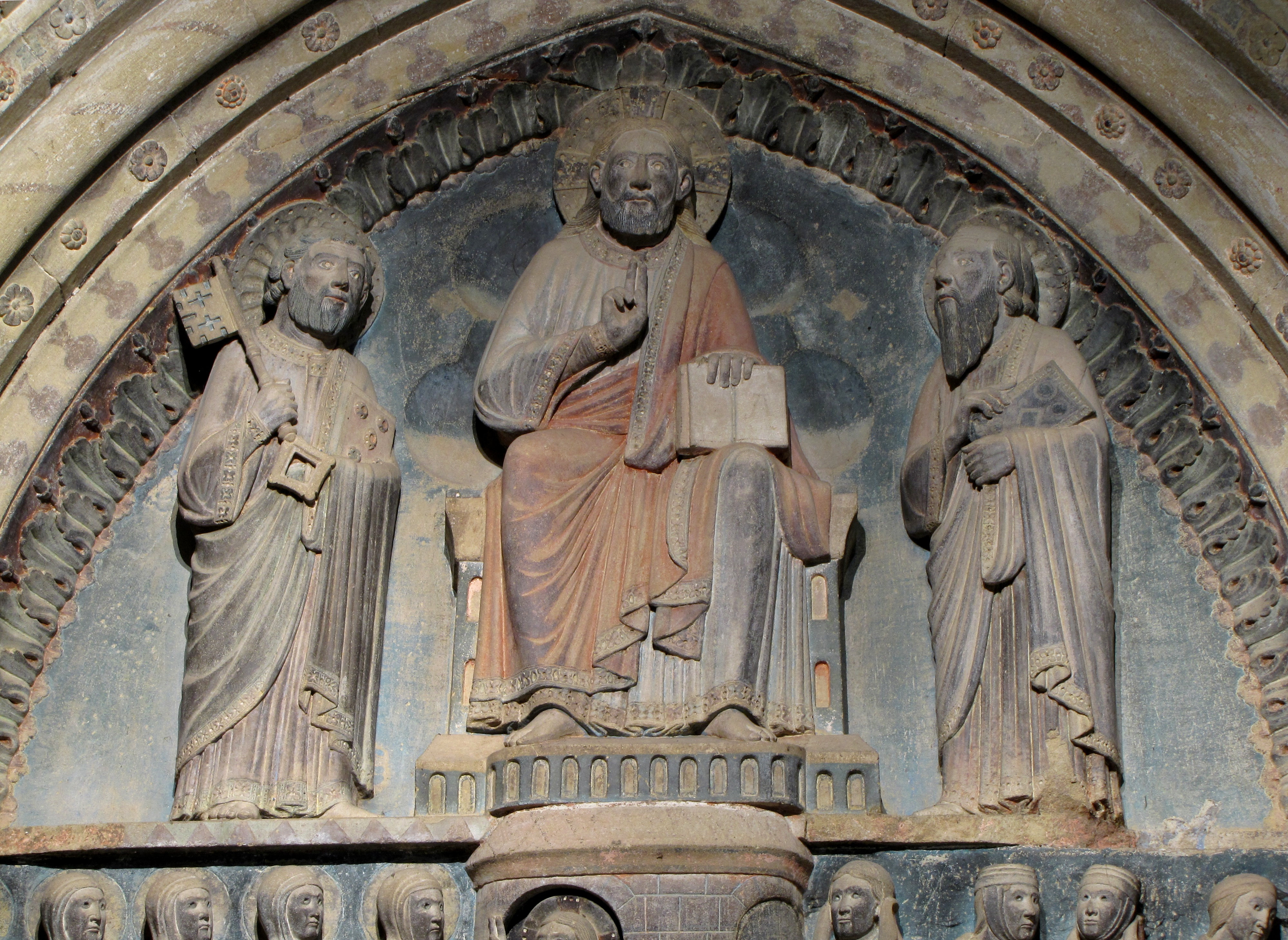
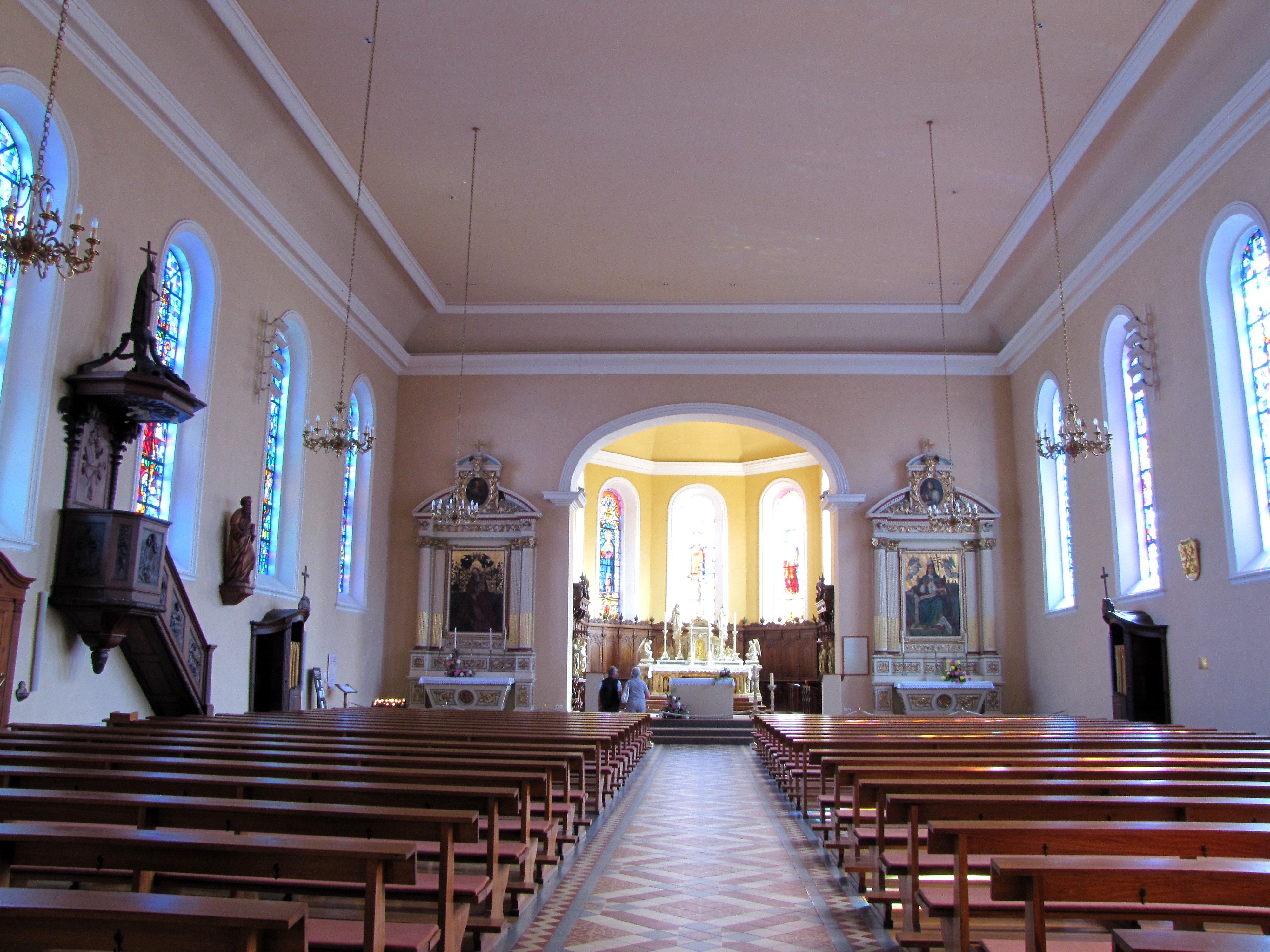
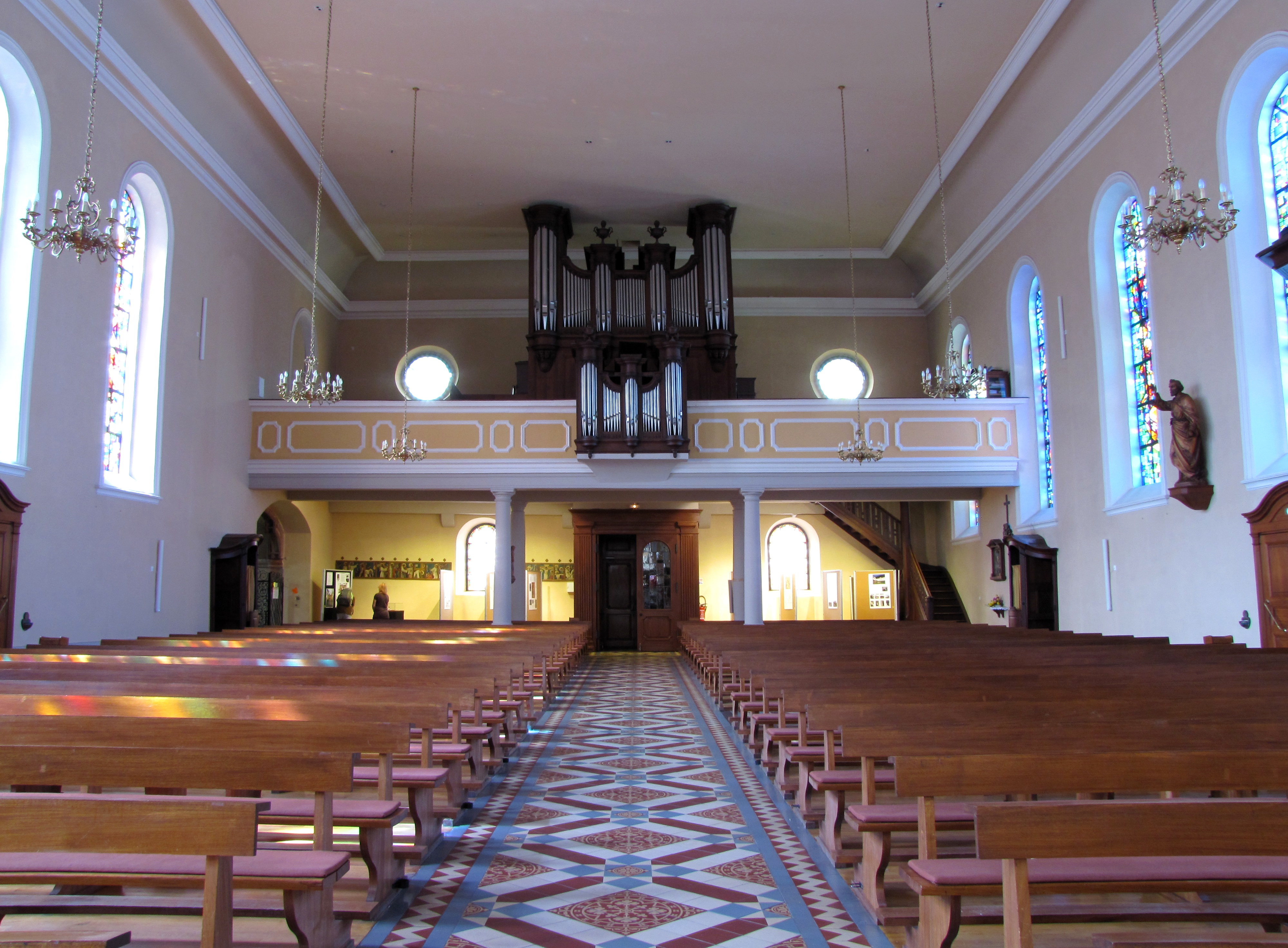
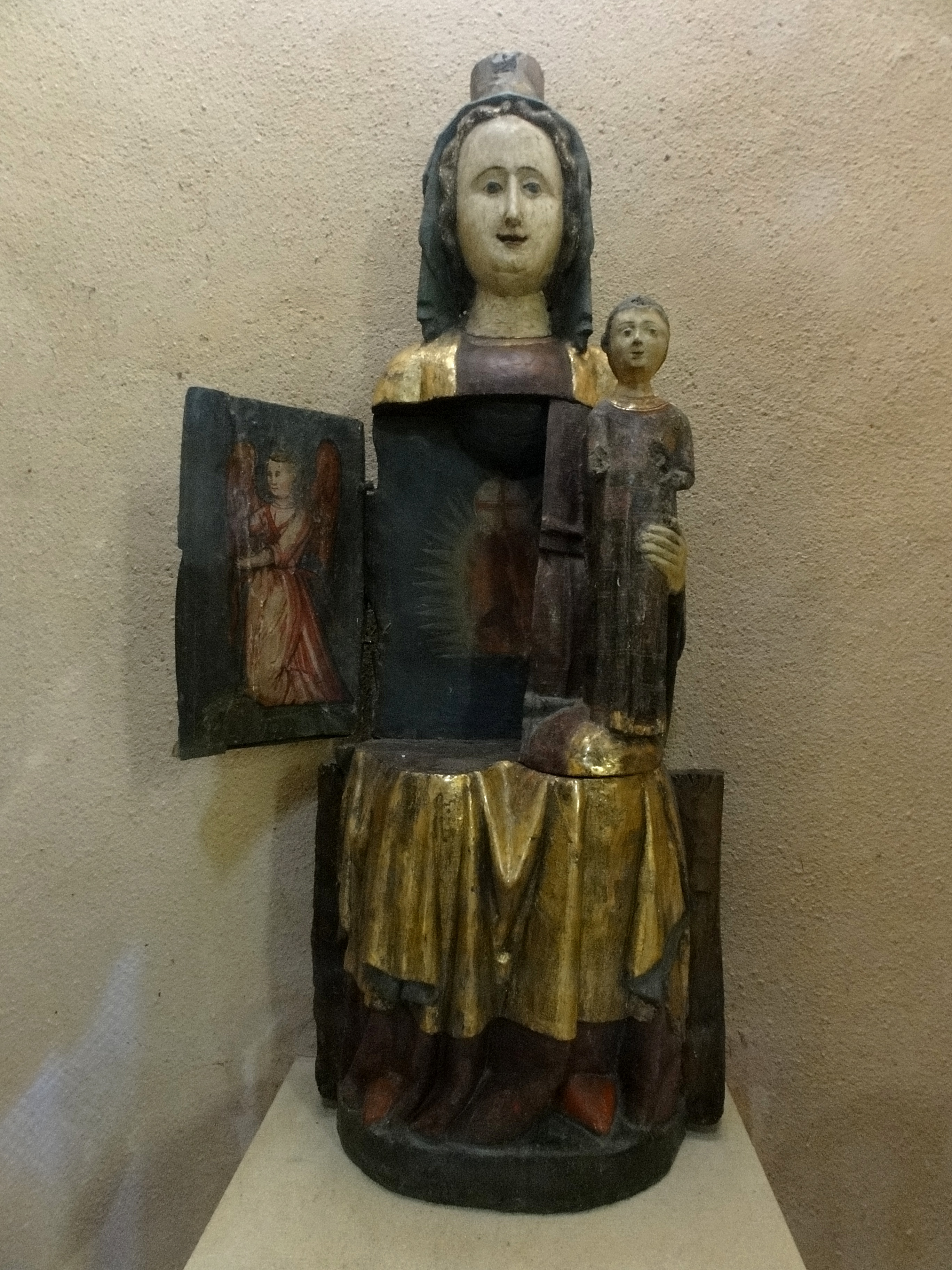